# Eloy García de Quevedo
Eloy García de Quevedo y Concellón (Burgos, 1874-Burgos, 1945) fue un profesor, historiador, académico y cronista español.

## Biografía
Nacido en Burgos en 1874, el día 22 de febrero, trabajó como profesor en los institutos de Cuenca, Córdoba y Burgos. Fue autor de diversas obras sobre la provincia de Burgos, además de miembro correspondiente de las reales academias de la Historia y Española, y desempeñó el cargo de alcalde de Burgos. Falleció en enero de 1945. Su viuda, María-Rosario García-Inés y Gallardo, murió en julio del año siguiente.